# 新邮通信
新邮通信设备有限公司（简称：新邮通信，新邮通），注册日期：2005年1月1日。主营通信技术研发、产品制造、销售及服务。
在广州、西安、北京、上海、沈阳设立了研发、生产基地，并在其他多个省设立办事处。 
曾OEM（贴牌生产）大唐移动、北电网络的产品。

## 历史
- 2007年4月，中移动TD-SCDMA一期招标(150亿元[2])，获得5.61％的份额(首次亮相，成立仅两年)[3] [4]
- 2007年8月，中移动TD-SCDMA终端招标中获35％的份额(排名第一)，排在它后面的是：海信和联想均占17.5%，中兴占15%，LG和三星各 7.5%[5]
- 2008年8月，第3轮TD上网卡招标，新邮通拿下40%份额。[6]
- 2008年11月，中移动TD-SCDMA二期招标(300亿元[2])，新邮通拿下10%份额。（所在大唐系共占40%）[7]
- 2009年7月，中移动TD-SCDMA三期招标(580亿元[2])，新邮通和爱立信都为5%的份额。(首次独立竞标)[8]